# Tow Law
Tow Law è un paese di 2 138 abitanti della contea di Durham, in Inghilterra.